# Wz. 78
Pistolet sygnałowy wz. 78 — 26-мм польский сигнальный пистолет.

## История
Разработка сигнального пистолета для замены находившихся на вооружении СПШ была начата во второй половине 1970-х годов. После завершения испытаний в 1978 году пистолет был официально принят на вооружение и его производство освоил оружейный завод в Радоме.

## Описание
Пистолет однозарядный, с курковым ударно-спусковым механизмом.

## Страны-эксплуатанты
- Польша — с 1978 года используется в вооруженных силах и иных государственных силовых структурах